# Accident d'un Let L-410 à Bandandu
L'accident d'un Let L-410 à Bandundu, en république démocratique du Congo, concerne un avion Let L-410 Turbolet de la compagnie Filair (en) qui s'est écrasé à l'approche de l'aéroport de Bandundu le 25 août 2010, tuant 20 personnes. La cause de l'accident est la fuite d'un crocodile transporté illégalement dans un sac, entraînant un mouvement de panique des passagers vers l'avant, ce qui a déséquilibré l'appareil et mené à la perte de contrôle jusqu'au crash. Une panne de carburant a été initialement évoquée comme possible cause du crash.

## Avion

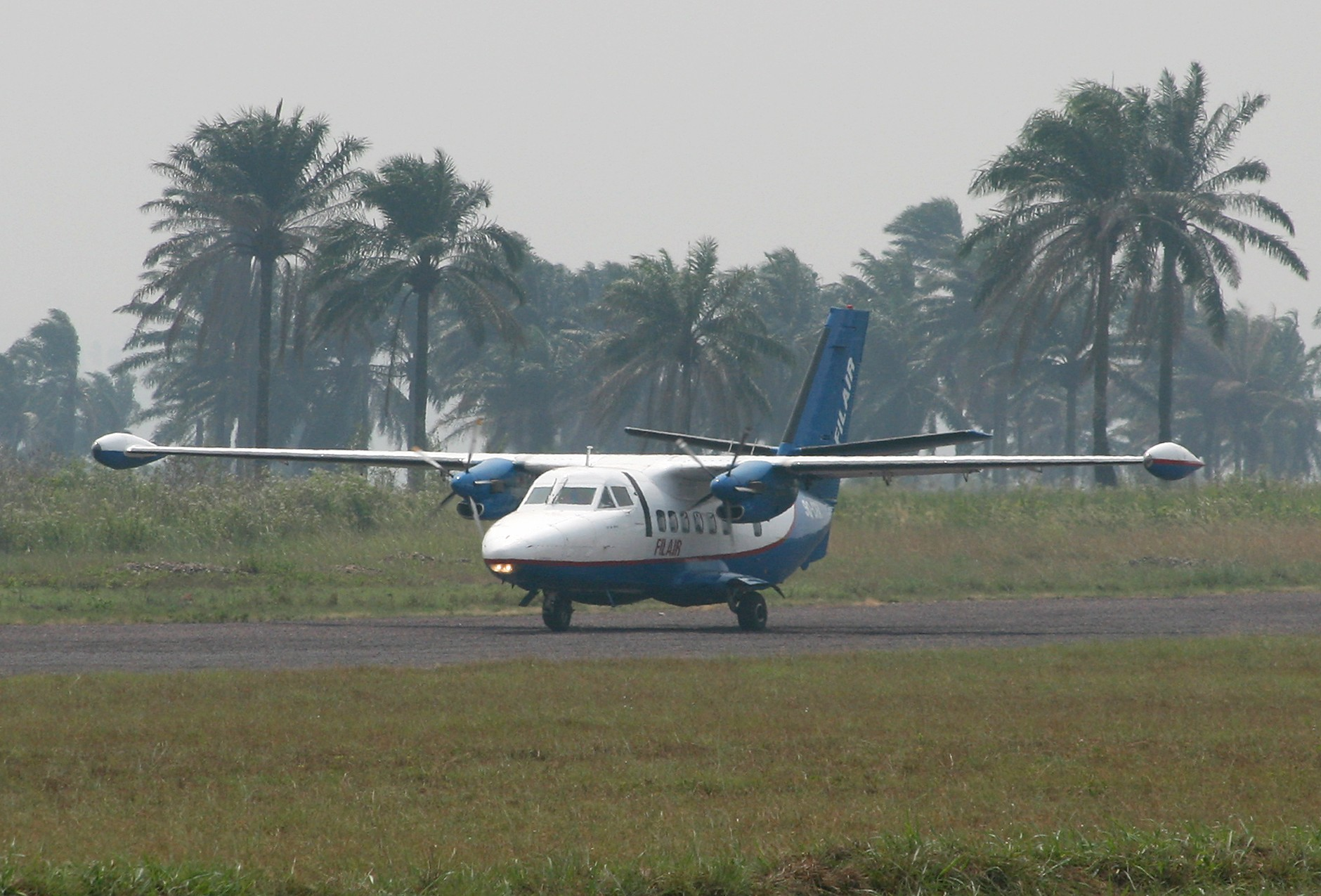
Un Let L-410 de Filair, semblable à celui accidenté.

L'avion concerné est un Let L-410 Turbolet, construit en 1991, immatriculé 9Q-NCF, portant le numéro de construction 912608. Il transporte normalement jusqu'à 19 passagers. Il avait été précédemment enregistré ES-LLB, et exploité par Airest, une compagnie estonienne, jusqu'en 2007 et a été stocké jusqu'à ce que Filair l'achète en 2009.
Le pilote est le Belge Danny Philemotte, également propriétaire de la compagnie Filair et âgé de 62 ans. Le copilote est le Britannique Chris Wilson, âgé de 39 ans. L'avion embarque 18 passagers et une hôtesse de l'air.

## Accident

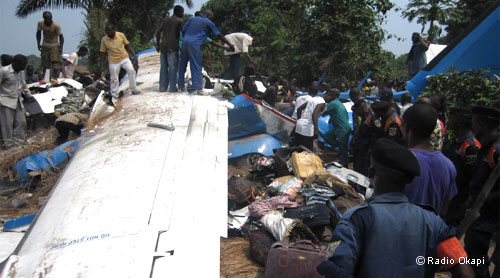
L'épave de l'avion accidenté.

L'avion réalise un vol intérieur de l'aéroport de Ndolo à Kinshasa à l'aéroport de Bandundu, à Bandundu, dans le district de Mai-Ndombe. À 13:00 heure locale (12:00 UTC), l'avion s'écrase dans une maison située à environ 1 km de la piste à Bandundu. Selon la plupart des sources, personne n'a été blessé sur le terrain. 
Sur les vingt-et-une personnes à bord de l'avion, une seule a survécu à l'accident, et avec de graves blessures. La plupart des victimes sont des Congolais. Les soldats de la MONUC sont les premiers à atteindre le site du crash. Ils déclarent qu'aucune explosion ne semble avoir eu lieu, ce qui appuie l'hypothèse d'une pénurie de carburant.

## Premières explications avancées
La radio Okapi signale initialement que l'avion a manqué de carburant après avoir été incapable d’atterrir à Bandundu, mais Filair déclare par la suite que 150 litres de kérosène étaient encore à bord, affirmant qu'un problème technique a causé le crash,. 
D'après les déclarations de la compagnie deux jours après l'accident, le crash aurait été causé par un mouvement de panique des passagers, voyant que le pilote n'atterrissait pas sur la piste mais sur une bande de secours située à côté. 
Le seul survivant de l'accident a déclaré qu'un crocodile caché dans un sac de voyage s'était échappé. Les passagers effrayés se sont alors déplacés vers l'avant de l'avion pour fuir l'animal. Cela a affecté l'équilibre de l'avion, conduisant à une perte de contrôle. Le crocodile se serait échappé alors que l'avion approchait de sa destination. Le crocodile a survécu à l'accident, mais a été tué par un coup de machette.

## Enquête
Après le crash, une enquête est ouverte sur l'accident. Un rapport est publié quelques mois plus tard conclut à un mouvement de panique causé par la présence d'un crocodile s'étant échappé d'une valise. L'animal était transporté illégalement par un des passagers qui souhaitait le vendre sur un marché. L'hôtesse et les passagers se sont précipités vers le cockpit, déséquilibrant l'avion qui est parti en vrille et s'est écrasé.